# Kim Nam-Soon
Kim Nam-Soon (n. 7 mai 1980) este o arcașă ce a reprezentat Coreea de Sud, medaliată olimpică. A participat la o ediție a Jocurilor Olimpice (2000) în care a câștigat o medalie de aur și o medalie de argint.

## Participări
Lista de mai jos prezintă principalele competiții la care a participat Kim Nam-Soon de-a lungul carierei.
- archery at the 2000 Summer Olympics – women's team[*]